# Acer shirasawanum
Acer shirasawanum är en kinesträdsväxtart som beskrevs av Koidzumi. Acer shirasawanum ingår i släktet lönnar, och familjen kinesträdsväxter. Utöver nominatformen finns också underarten A. s. tenuifolium.